# 弗雷舒-德埃什帕达阿辛塔 (葡萄牙堂区)
弗雷舒-德埃什帕达阿辛塔是葡萄牙布拉干萨区的一个堂区。总面积73.7平方公里，总人口2131人，人口密度28.9人/平方公里。